# Espadero

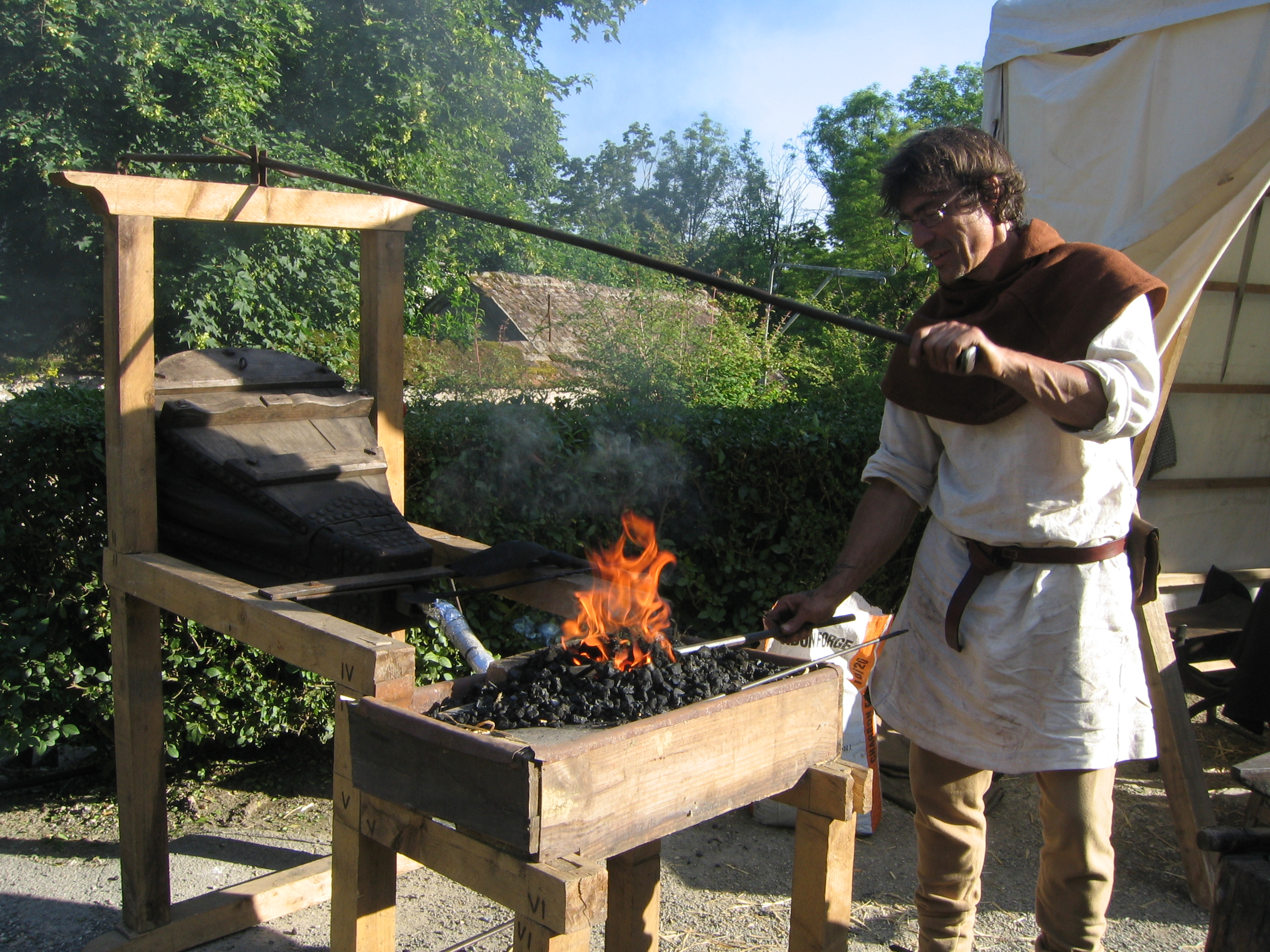
Herrero calentando una barra de hierro en un fornal (fiesta medieval a Provins)

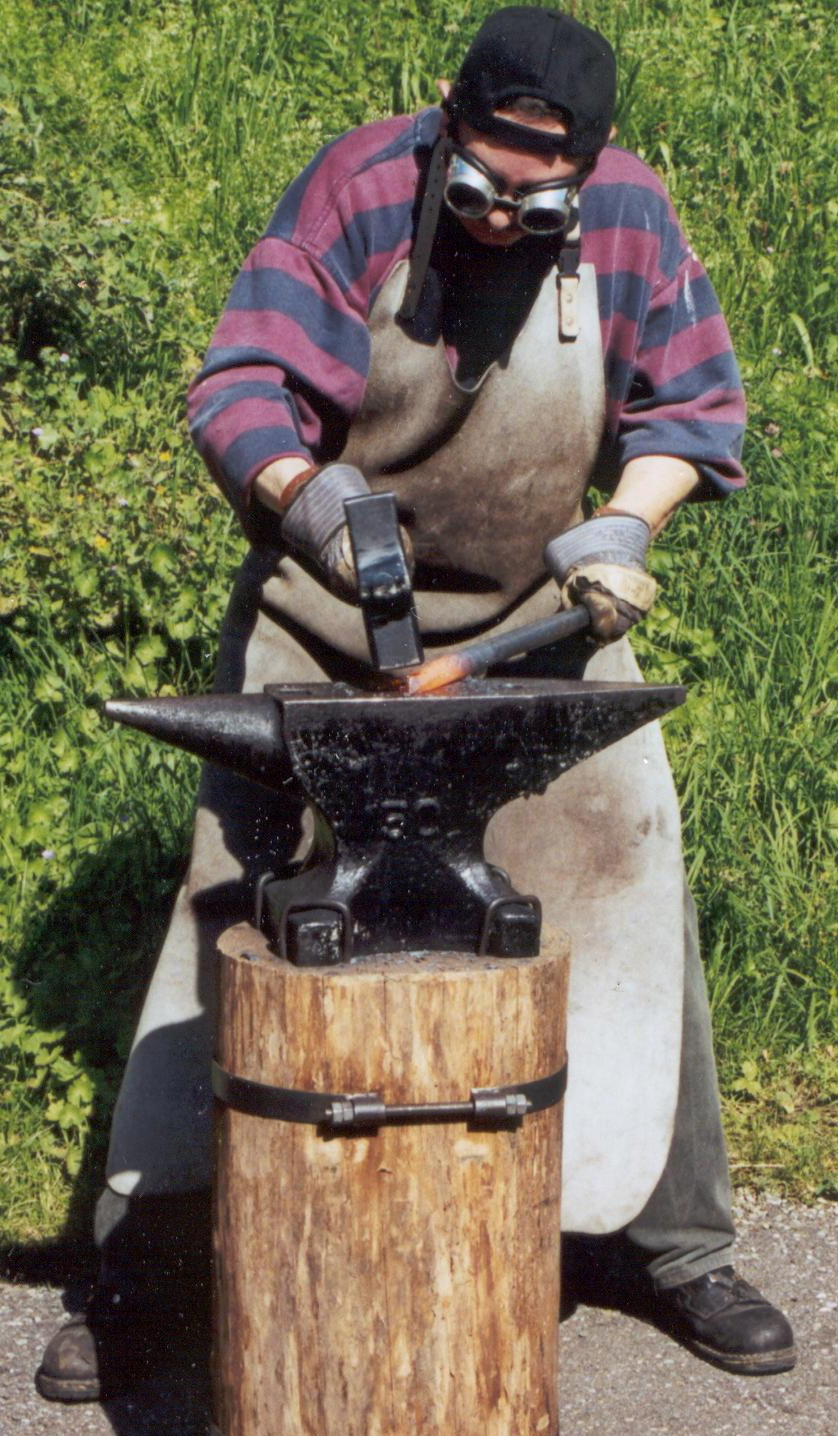
Herrero forjando una pieza de hierro, con la punta al rojo vivo, encima de un yunque con un martillo.

Hoja de espada japonesa, piedra de afilar y recipiente con agua (Cherry Blossom Festival, Seattle Center, Seattle, Washington, 2008).

Un espadero es un menestral que tenía como oficio fabricar y vender espadas.
En Barcelona, a mediados de siglo XV,  había veinticinco espaderos.

## Descripción del oficio
Un espadero es un herrero especializado. Un herrero "de corte" que forja espadas. Principalmente hojas de espada.
Su obrador es el típico de un herrero, como ya lo pudo describir Ramon Llull: un fornal para calentar el hierro hasta dejarlo al rojo vivo (con el fuego soplado con un fuelle), un yunque y varios mazos y martillos.
También tiene que disponer de un recipiente grande, con agua para poder templar la hoja forjada.
Y una caja grande con arena para mantener el hierro caliente o dejar enfriar lentamente las piezas recocidas.
Muelas, piedras de afilar y abrasivos de pulir también formaban parte del oficio.

### Acciones particulares

#### Fabricar las hojas de espada
- El espadero compraba la materia primera a un proveedor adecuado. En Barcelona solía ser en forma de barras de hierro o acero provenientes de las fraguas. En otros lugares la materia primera vendía de la mina de Mondragón, que proporcionaba una aleación que se podía forjar directamente. También hay documentos que hablan de espadas forjadas a partir de herraduras viejas.
- Empezando por el material original había que calentarlo y forjar una barra de dimensiones adecuadas.
- Todo el proceso de forja, era largo y delicado. Generalmente el espadero doblaba la pieza , lo estiraba y la volvía a doblar unas cuántas veces. Volviéndola a calentar cuando hacía falta pero procurando que no se "quemara" (las caldes excesivas podían descarburar el acero, quemando el carbono y dejando la pieza inútil).
- Un golpe conseguida la forma deseada, la espadero la sometía a la calda más crítica, previa a su campechano, y la enfriaba bruscamente en agua un tiempo determinado. El tiempo se podía contar recitando una fórmula o una oración.
  - Generalmente la espiga del mantín no se templaba.
- La hoja ya templada tenía dureza pero era muy frágil. La solución consistía al someterla a una operación de recocido o revenido, calentándola a baja temperatura y dejándola enfriar lentamente.
- Cuando la hoja en bruto se consideraba correcta había que rebajarla con una o varias molas hasta dejarla en las dimensiones finales.
- Las operaciones de acabado pasaban por un pulcro más o menos fin (hojas pulcras o fabridas) y un afilado adecuado.  había acabados con hojas barnizadas o pavonadas.
- Cada espadero marcaba una hoja acabada con sus marcas. De todas las marcas la del punzón era imprescindible, pero podía tener que otros: nombre, año, ...
- Todas las hojas acabadas en Barcelona eran examinadas y aprobadas por los oficiales del gremio.

#### Montar la espada

Una vez acabada y verificada la hoja había que montar la cruceta y el mantí. El mantí solía estar formato por dos mejillas o dulces, dispuestas a ambos lados de la espiga de la hoja y forradas de piel. El agarradero descrito se acababa con un hilo de latón que se envolvía alrededor de las piezas anteriores.
- Los mantines de las espadas de lujo podía fabricarse de manera muy diferente.
- Entre los espaderos de Barcelona había dos especialidades diferentes: los maestros de hacer hojas solo forjaban las hojas, mientras que el montaje final lo hacían los maestros montadores. Estaba prohibido que los que hacían hojas montaran espadas enteras. Hasta todo no podían tener ninguna espada acabada dentro de la vaina al obrador.
- Los espaderos que hacían vainas formaban otra especialidad aparte.

## Sistemas de fabricación simplificados y resumidos
Los más importantes son cuatro:
- Las falcatas ibéricas.[1]
- Las espadas de Damasco (Acero de Damasco)
- Las espadas de Toledo.[2][3][4]
- Las katanas japonesas.

## Datos cronológicos
La profesión de espadero está muy relacionada con las armas que fabricaba. En época medieval los espaderos hacían espadas, lanzas y dagas. Posteriormente los "daguers" y "llancer"s se segregaron del gremio de los espaderos. Esta cronología presenta muchos datos sobre las espadas y solo algunas sobre el oficio. La presencia de las primeras ayuda a entender mejor los detalles de la profesión.

### Épocas primitivas
- c.230 a. C. Filón de Bizancioi, en su tratado Belopoeica (artillería), comenta la flexibilidad de las espadas de los celtas y de los iberos de Hispania. Un comportamiento elástico, como el de un muelle, implicaría un contenido de acero mediano en las espadas mencionadas.[5][5][5][5][5][5]

### Época medieval
En la época medieval los espaderos de cada comarca recogen las tradiciones antiguas y se organizan en gremios. En Barcelona, en Valencia y en Zaragoza había tradición siderúrgica (con hierro y acero fabricado en las fraguas) y de fabricación de espadas de calidad desde épocas prerromanas.
- 966. Embajada de Borrell II a A el-Hàkam II. Obsequio de 100 espadas "francas", muy famosas y temidas.[5]
- 1100. La espada de Godefroy de Bouillon era famosa. Se guardaba en el templo del Santo Sepulcro.[5]
- 1233. Jaime I menciona la espada llamada Tisó (forjada en Monzón) en el Sitio de Burriana.[5][5]
- 1248. Espada Lobera  del rey Fernando III de Castilla.[5]
- 1274. Espada del caballero Soler de Vilardell (Espada de Vilardell). Una espada considerada mágica, "de virtud" o "constil·lada". Sus calidades de corte indican un proceso de fabricación muy exitoso.[5]
- 1321. Espaderos mencionados en Pisa. “...le homini dell’ arte delli spatari...”[5]
- 1370. Testamento de Pedro el Ceremonioso. Espada de San Martín y espada de Vilardell.
- 1390. Tres espaderos registrados en Barcelona.[5][5]
- 1392. Ibn Hudhayl, en su obra "Gala de caballeros y blasón de paladines", menciona dos tipos de espadas de calidad: las de acero indio y las de los francos (catalanes). Estas últimas con calidades excepcionales y supuestamente forjadas por genios.[5]
- 1404. Según el testimonio de Ruy González de Clavijo los artesanos esclavos de Tamerlán, en Samarcanda, no sabían fabricar espadas con buen temple.[5]

(Tamerlán)... é fizo traer ante sí todas las armas que aquellos sus captivos avian labrado desde que él partiera de la ciudad ; entre las quales armas troxieron tres mil pares de fojas guarnidas en tapete colorado, bien fechas , salvo que las non facen fuertes , nin las saben templar el fierro.
Embajada de: Ruy González de Clavijo

- 1425. Los espaderos de Valencia pidieron confirmación de sus ordinacions, copiadas de las de los espaderos de Barcelona.
  - ...Item. Señor los dichos privilegios, capítulos e ordinacions vees(?) plaurets a Dios a justicia (e) egualtat caro axí sueño stats obtenguts por la spaseria de ciudad vostra de Barchinonae por os otorgats (a) aquella según han tomado los prohomens de la spaseria del dicho vuestro ciudad de Valencia...1425...Alfonsi Dei gratia Regios Aragonum, Sicilie, Valencie, Majoricam, Sardinie te ...[5]
  - Examen de los aspirantes a maestros espaderos:

Tenían que presentar “4 hojas de espadas e recaudo para guarniment de aquellas. Ço es la una hoja de dos manso la cual haie a guarnir roja. E la otra hoja sia de una mano la cual haie a esser guarnida mitadada de dos colores. E la otra de una mano que sia buydada e guarnida toda negra. E la cuarta ço es un estoch de armas todo blanch los cuales guarniments se vien(?) e haien a hacer por lo queriendo usa(n)t del dicho spaseria dentro de la casa e habitación de uno de los dichos diputados...”.
- 1433. Barcelona. En el "Libro de los consejos" del gremio de espaderos se indica la manera de templar las hojas de las espadas.[6]
  - En el folio f_099r y otras del "Libro gremial de los espaderos" se habla de “cofrade lo confraressa”. Aparentemente una mujer podía pertenecer a la cofradía de los espaderos. Quizás solo como esposa o viuda de un espadero.[7]
- 1514. Espasa del rey Henry IV , con hoja de Toledo firmada : “DE.SILBESTRE. NIETO.EN.TOLEDO.ANNO 1514”.[8]